# Campionati del mondo di atletica leggera 2015 - Getto del peso maschile
La competizione si è svolta domenica 23 agosto 2015, con le qualificazioni al mattino e la finale la sera.

## Podio
| Pos.    | Atleta           | Nazionalità | Misura  |
| ------- | ---------------- | ----------- | ------- |
| Oro     | Joe Kovacs       | Stati Uniti | 21,93 m |
| Argento | David Storl      | Germania    | 21,74 m |
| Bronzo  | O'Dayne Richards | Giamaica    | 21,69 m |

## Situazione pre-gara

### Record
Prima di questa competizione, il record del mondo (RM) e il record dei campionati (RC) erano i seguenti.
| Record                | Prestazione | Atleta                   | Data                                           | Competizione              |
| --------------------- | ----------- | ------------------------ | ---------------------------------------------- | ------------------------- |
| Record mondiale       | 23,12 m     | Randy Barnes Stati Uniti | 20 maggio 1990 Westwood, Stati Uniti d'America |                           |
| Record dei campionati | 22,23 m     | Werner Günthör Svizzera  | 29 agosto 1987 Roma, Italia                    | Campionati del mondo 1987 |

### Campioni in carica
I campioni in carica, a livello mondiale e olimpico, erano:
| Campione | Atleta                  | Prestazione | Data                              | Competizione               |
| -------- | ----------------------- | ----------- | --------------------------------- | -------------------------- |
| Olimpico | Tomasz Majewski Polonia | 21,89 m     | 3 agosto 2012 Londra, Regno Unito | Giochi della XXX Olimpiade |
| Mondiale | David Storl Germania    | 21,73 m     | 16 agosto 2013 Mosca, Russia      | Campionati del mondo 2013  |

### La stagione
Prima di questa gara, gli atleti con le migliori tre prestazioni dell'anno erano:
| Pos. | Atleta                    | Prestazione | Data                            |
| ---- | ------------------------- | ----------- | ------------------------------- |
| 1    | Joe Kovacs Stati Uniti    | 22,56 m     | 17 luglio 2015 Monaco           |
| 2    | David Storl Germania      | 22,20 m     | 9 luglio 2015 Losanna, Svizzera |
| 3    | O'Dayne Richards Giamaica | 21,69 m     | 21 luglio 2015 Toronto, Canada  |

Altri nove atleti hanno lanciato sopra i 21,00 metri.

## Risultati

### Qualificazioni
La qualificazione si è svolta con gli atleti divisi in due gruppi (A e B), a partire dalle 10:05 del 23 agosto 2015.
Si qualificano per la finale i concorrenti che ottengono una misura di almeno 20,65 m; in mancanza di 12 qualificati, accedono alla finale i primi 12 atleti della qualificazione.
| Pos | Gruppo | Atleta             | Paese                | 1ª prova | 2ª prova | 3ª prova | Risultato | Note             |
| --- | ------ | ------------------ | -------------------- | -------- | -------- | -------- | --------- | ---------------- |
| 1   | A      | Joe Kovacs         | Stati Uniti          | 20,28 m  | 21,36 m  |          | 21,36 m   | Q                |
| 2   | B      | David Storl        | Germania             | 21,26 m  |          |          | 21,26 m   | Q                |
| 3   | A      | Reese Hoffa        | Stati Uniti          | 20,75 m  |          |          | 20,75 m   | Q                |
| 4   | B      | Germán Lauro       | Argentina            | 20,64 m  | x        | -        | 20,64 m   | q                |
| 5   | B      | Christian Cantwell | Stati Uniti          | 19,61 m  | x        | 20,63 m  | 20,63 m   | q                |
| 6   | B      | O'Dayne Richards   | Giamaica             | 20,55 m  | 20,01 m  | x        | 20,55 m   | q                |
| 7   | A      | Tomas Walsh        | Nuova Zelanda        | x        | 20,49 m  | 20,31 m  | 20,49 m   | q                |
| 8   | A      | Inderjeet Singh    | India                | 19,15 m  | x        | 20,47 m  | 20,47 m   | q                |
| 9   | A      | Asmir Kolašinac    | Serbia               | 19,35 m  | 20,37 m  | 20,22 m  | 20,37 m   | q                |
| 10  | A      | Tomasz Majewski    | Polonia              | 20,13 m  | 20,11 m  | 20,34 m  | 20,34 m   | q                |
| 11  | A      | Jan Marcell        | Rep. Ceca            | 20,32 m  | 19,47 m  | x        | 20,32 m   | q                |
| 12  | B      | Jacko Gill         | Nuova Zelanda        | 19,93 m  | 19,94 m  | 19,79 m  | 19,94 m   | q                |
| 13  | B      | Jordan Clarke      | Stati Uniti          | 19,29 m  | 19,88 m  | 19,89 m  | 19,89 m   |                  |
| 14  | A      | Bob Bertemes       | Lussemburgo          | 19,87 m  | 19,60 m  | 19,64 m  | 19,87 m   | Record nazionale |
| 15  | A      | Darlan Romani      | Brasile              | 19,86    | 19,06 m  | 19,41 m  | 19,86 m   |                  |
| 16  | A      | Aleksandr Lesnoj   | Russia               | 19,29 m  | 19,78 m  | x        | 19,78 m   |                  |
| 17  | B      | Andrei Gag         | Romania              | x        | 19,74 m  | x        | 19,74 m   |                  |
| 18  | A      | Mostafa Amr Hassan | Egitto               | 18,97    | 19,42 m  | 19,65 m  | 19,65 m   |                  |
| 19  | B      | Tomáš Staněk       | Rep. Ceca            | 19,64 m  | 19,05 m  | x        | 19,64 m   |                  |
| 20  | B      | Tim Nedow          | Canada               | 19,41 m  | x        | 19,63 m  | 19,63 m   |                  |
| 21  | B      | Franck Elemba      | Rep. del Congo       | 18,59 m  | 19,40 m  | 19,28 m  | 19,40 m   |                  |
| 22  | B      | Maksim Sidorov     | Russia               | x        | 19,35 m  | 19,28 m  | 19,35 m   |                  |
| 23  | B      | Marin Premeru      | Croazia              | x        | 19,33 m  | x        | 19,33 m   |                  |
| 24  | A      | Borja Vivas        | Spagna               | 18,88 m  | 19,19 m  | 19,28 m  | 19,28 m   |                  |
| 25  | A      | Jaco Engelbrecht   | Sudafrica            | 19,04 m  | x        | x        | 19,04 m   |                  |
| 26  | A      | Tsanko Arnaudov    | Portogallo           | 18,01 m  | 18,85 m  | x        | 18,85 m   |                  |
| 27  | B      | Orazio Cremona     | Sudafrica            | x        | 18,63 m  | x        | 18,63 m   |                  |
| 28  | B      | Hamza Alić         | Bosnia ed Erzegovina | x        | 18,62 m  | x        | 18,62 m   |                  |
|     | B      | Konrad Bukowiecki  | Polonia              | x        | x        | x        | nm        |                  |
|     | B      | Georgi Ivanov      | Bulgaria             | x        | x        | x        | nm        |                  |
|     | A      | Kemal Mešić        | Bosnia ed Erzegovina | -        | -        | -        | dns       |                  |

Legenda: 
- x = Lancio nullo;
- Q = Qualificato direttamente;
- q = Ripescato;
- RN = Record nazionale;
- RP = Record personale;
- PS = Personale stagionale;
- NM = Nessun lancio valido;
- DNS = Non è sceso in pedana.

### Finale
La finale si è svolta a partire dalle 19:30 del 23 agosto 2015 ed è terminata dopo un'ora circa.

I migliori 8 classificati dopo i primi tre lanci accedono ai tre lanci di finale.
| Pos.   | Atleta             | Nazionalità   | 1ª prova | 2ª prova | 3ª prova | 4ª prova | 5ª prova | 6ª prova | Misura  | Note                                     |
| ------ | ------------------ | ------------- | -------- | -------- | -------- | -------- | -------- | -------- | ------- | ---------------------------------------- |
| center | Joe Kovacs         | Stati Uniti   | 21,23 m  | 20,48 m  | x        | 21,67 m  | 21,93 m  | 21,66 m  | 21,93 m | Miglior prestazione personale stagionale |
| center | David Storl        | Germania      | x        | 21,46 m  | x        | 20,44 m  | 21,74 m  | 21,28 m  | 21,74 m |                                          |
| center | O'Dayne Richards   | Giamaica      | x        | 20,79 m  | 21,69 m  | x        | 20,54 m  | x        | 21,69 m | =                                        |
| 4      | Tomas Walsh        | Nuova Zelanda | 20,05 m  | x        | 20,64 m  | 21,58 m  | 21,01 m  | x        | 21,58 m | Record oceaniano                         |
| 5      | Reese Hoffa        | Stati Uniti   | 20,61 m  | 20,72 m  | x        | 20,31 m  | 21,00 m  | x        | 21,00 m |                                          |
| 6      | Tomasz Majewski    | Polonia       | 20,57 m  | 20,82 m  | 20,17 m  | 20,59 m  | 20,50 m  | x        | 20,82 m | Miglior prestazione personale stagionale |
| 7      | Asmir Kolašinac    | Serbia        | x        | 20,11 m  | 20,36 m  | x        | x        | 20,71 m  | 20,71 m |                                          |
| 8      | Jacko Gill         | Nuova Zelanda | 19,99 m  | 20,11 m  | 19,54 m  | 19,44 m  | 19,54 m  | 19,49 m  | 20,11 m |                                          |
| 9      | Germán Lauro       | Argentina     | 19,70 m  | x        | x        |          |          |          | 19,70 m |                                          |
| 10     | Jan Marcell        | Rep. Ceca     | x        | 19,00 m  | 19,69 m  |          |          |          | 19,69 m |                                          |
| 11     | Inderjeet Singh    | India         | 19,52 m  | x        | 18,68 m  |          |          |          | 19,52 m |                                          |
| 12     | Christian Cantwell | Stati Uniti   | -        | -        | -        |          |          |          | dns     |                                          |

Legenda: 
- x = Lancio nullo;
- RN = Record nazionale;
- RP = Record personale;
- PS = Personale stagionale;
- NM = Nessun lancio valido;
- DNS = Non è sceso in pedana.